# Uppswinget
Uppswinget är en åkattraktion på nöjesfältet Liseberg i Göteborg. Attraktionen invigdes 28 april 2007 och är en stor tryckluftsdriven gunga med två pendlar. 16 personer får plats i varje pendel rygg mot rygg. Den totala lutningen är som högst 120° och den maximala hastigheten är 80 km/h. Gungan accelererar från 0–80 km/h tio gånger under åkturen.

## Bilder

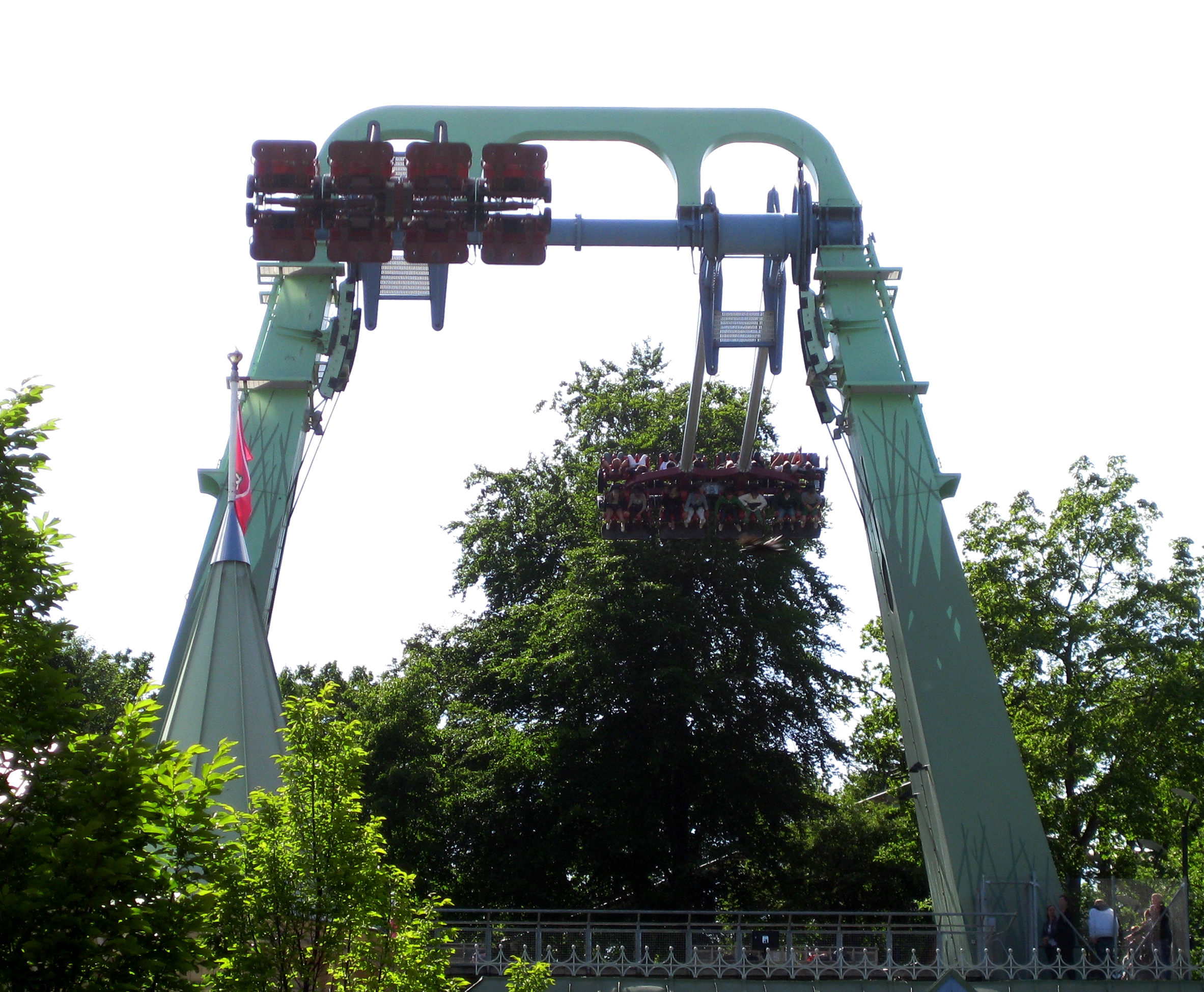
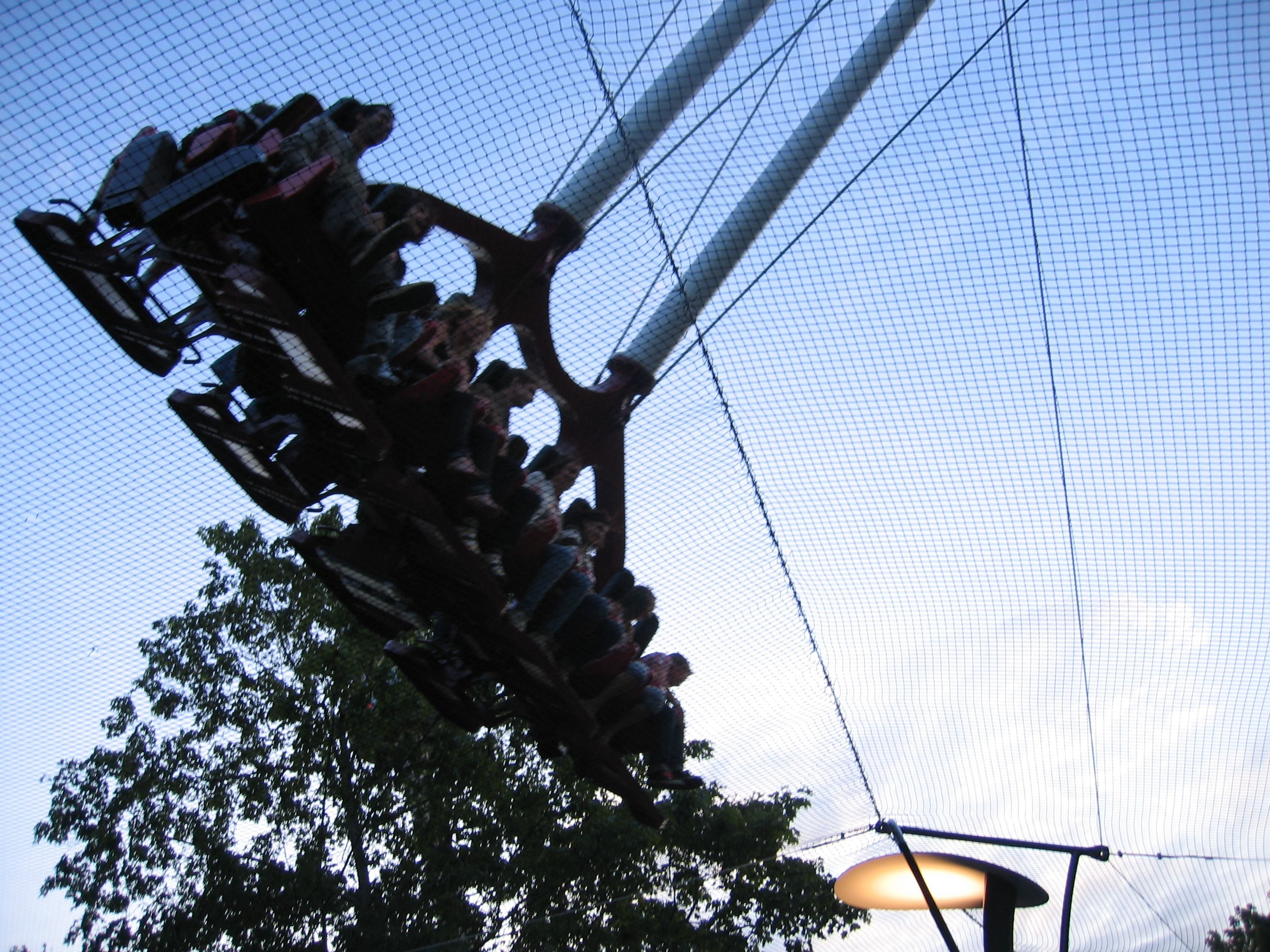
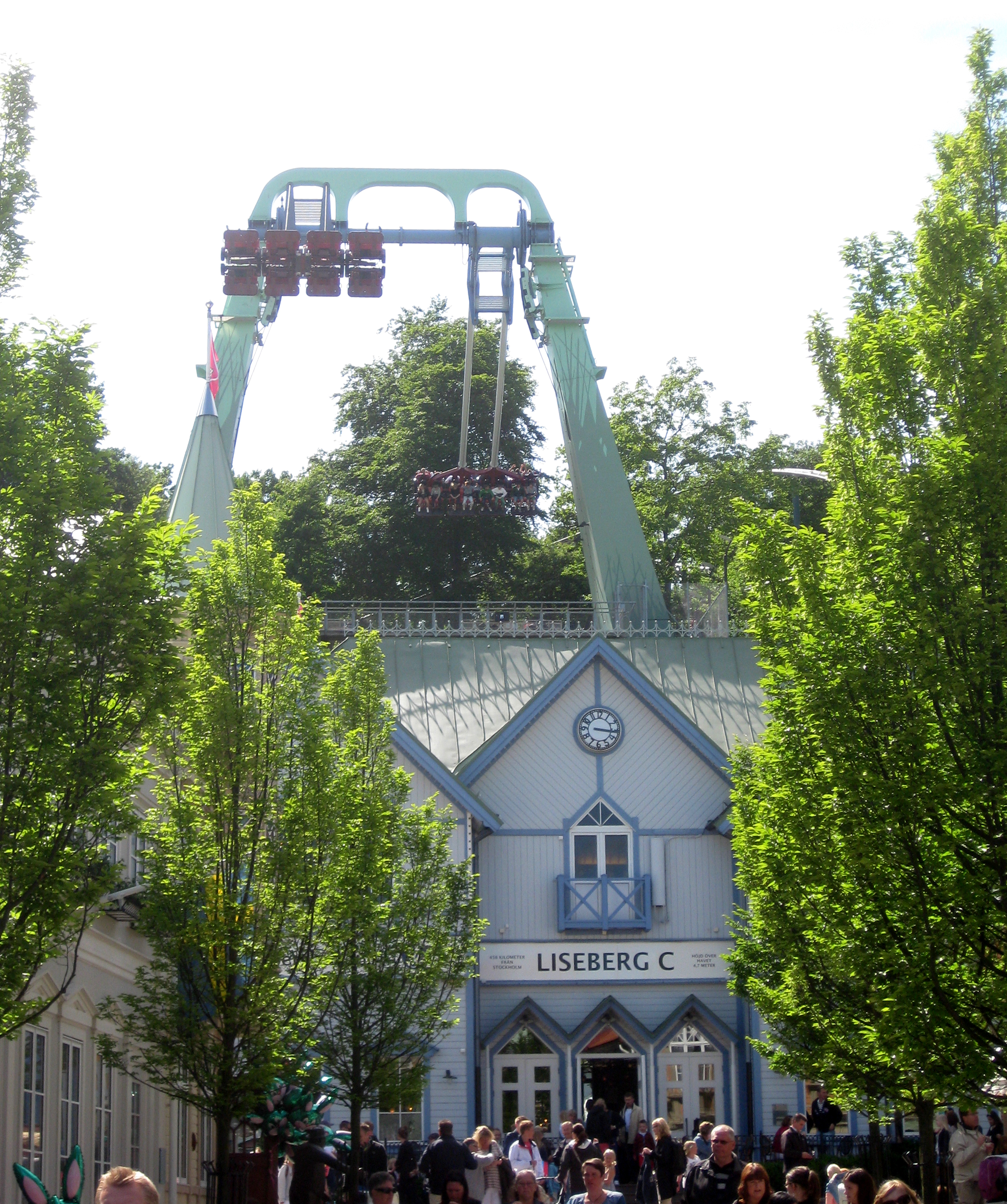
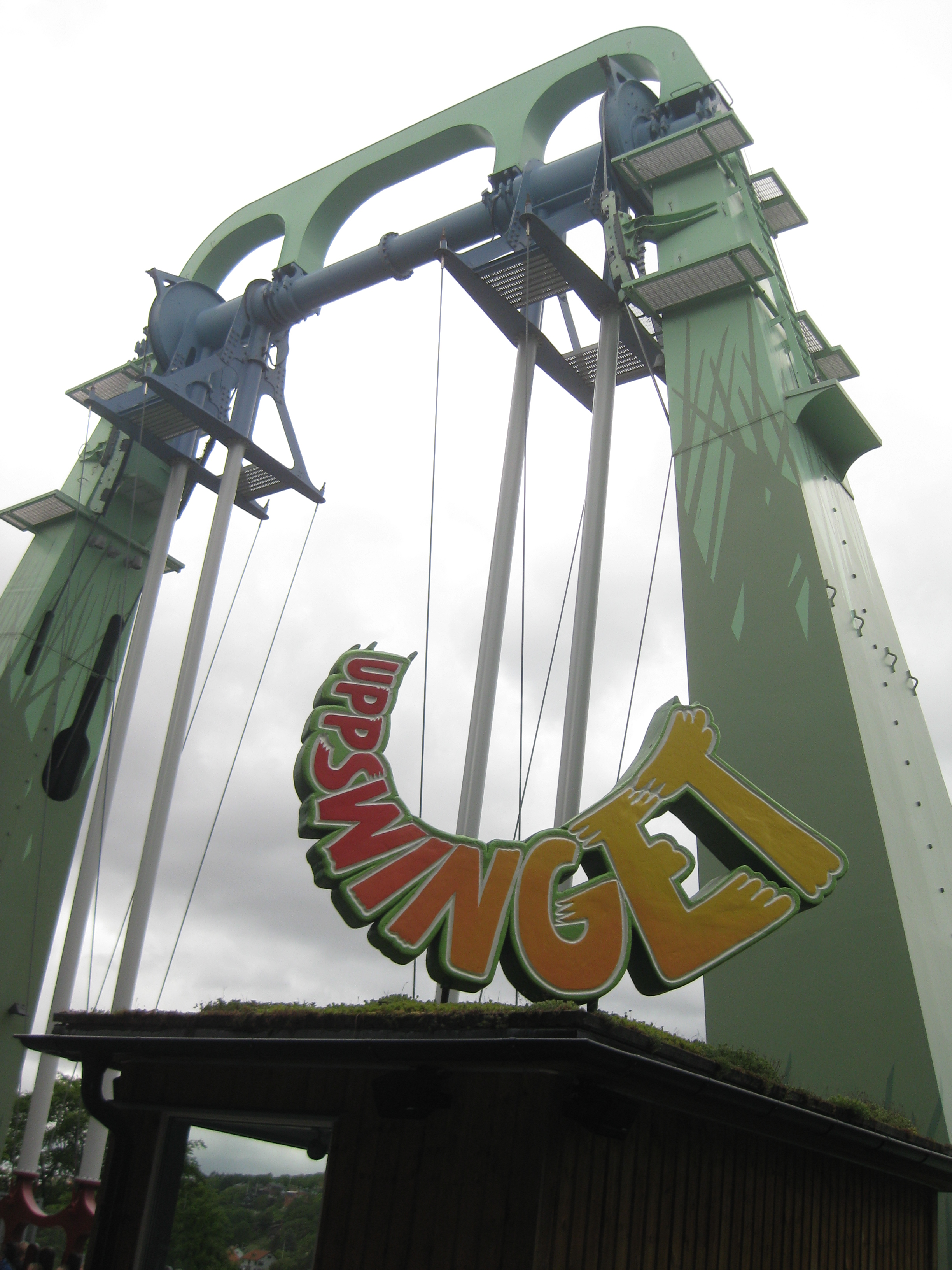
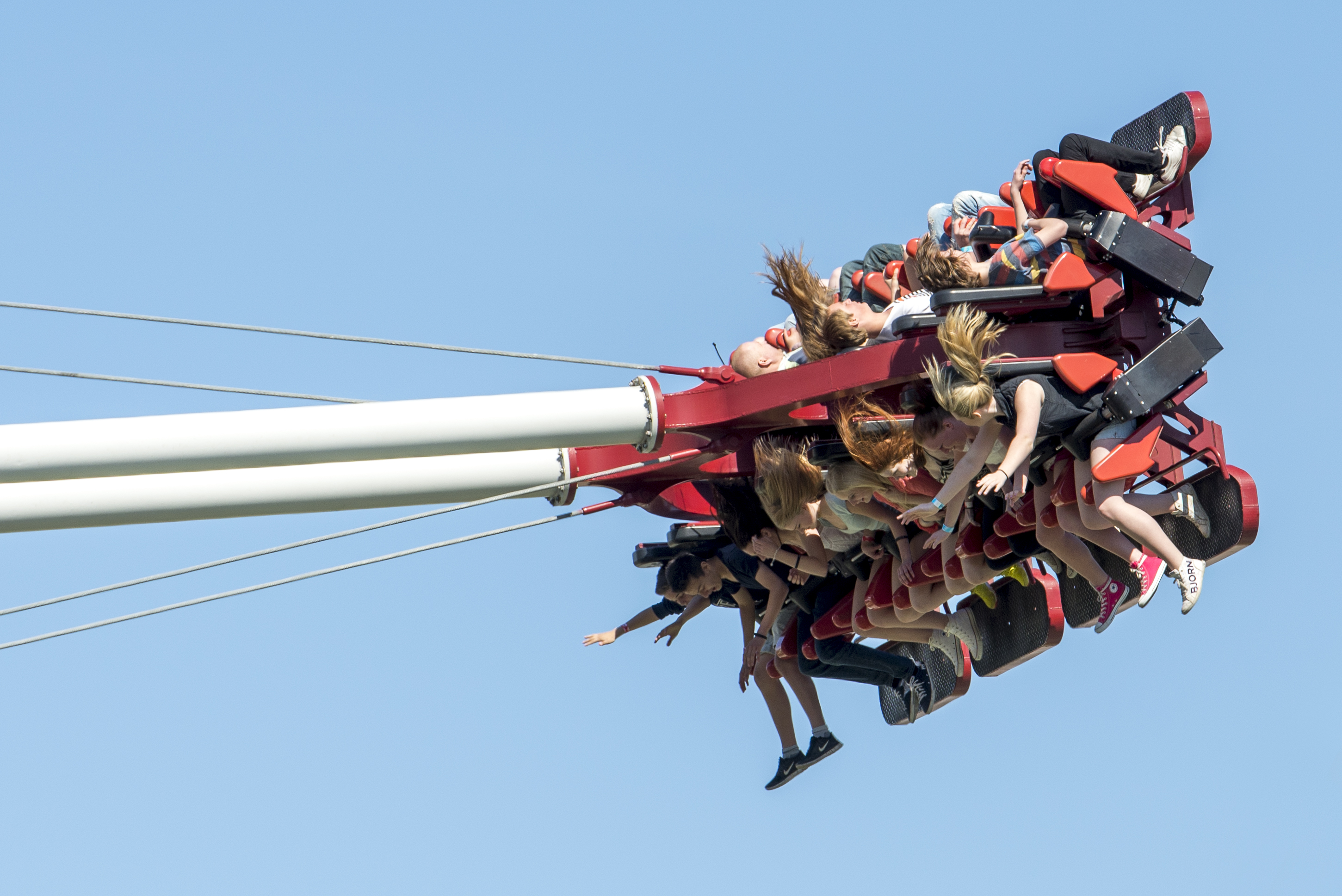
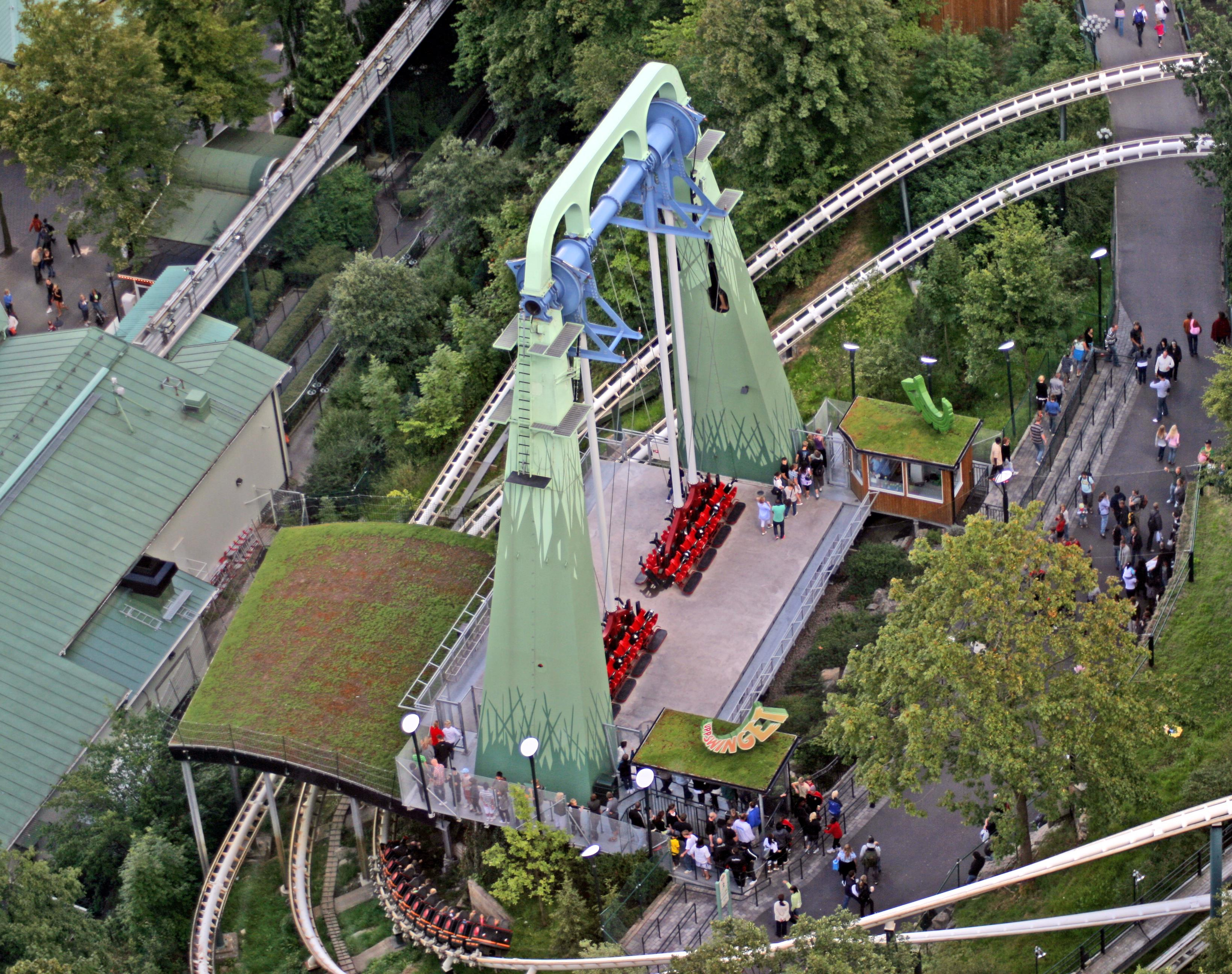
Uppswinget sedd från Lisebergstornet
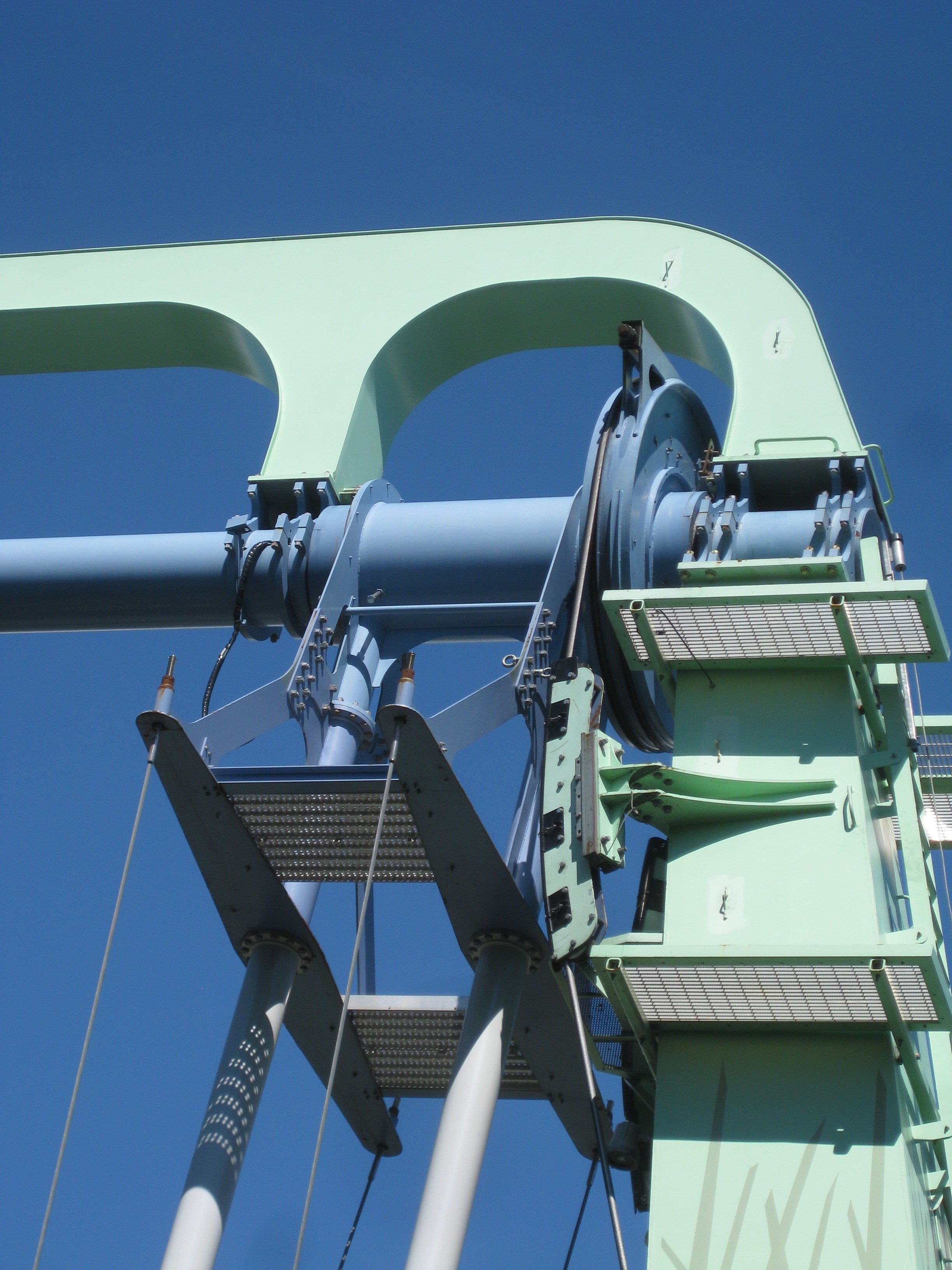
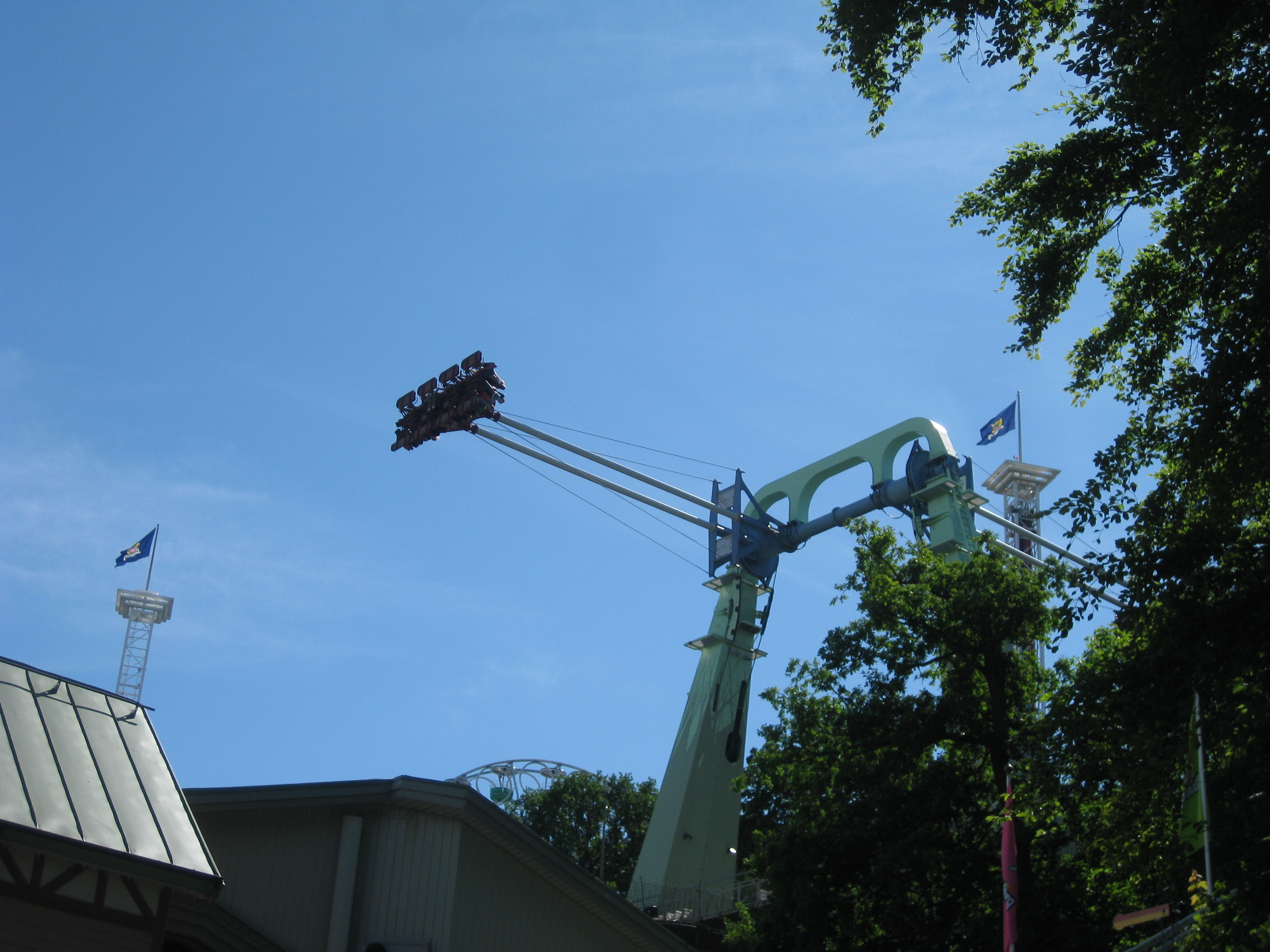